# 柴田愛之助
柴田 愛之助（しばた あいのすけ、1987年1月21日 - ）は、日本のアクション監督、監督。神奈川県港南台出身。マイケル・ジャクソンのモノマネ師でもある。
父は日本ペンクラブの会員で作家、日蓮宗剣道連盟主宰、日蓮宗円満山廣福寺の第45代目住職・道岡宏有（法号は慈光院日紀上人）、母は元二期会準会員でソプラノ歌手の柴田志保子である。兄は柴田新之助。

## 来歴・人物
- 千葉県立千葉大宮高等学校中退。
- 倉田プロモーション在籍時にマイケル・ジャクソンのダンスパフォーマンス・ユニット『mj-spirit』『J@M』にもバックダンサーで参加。モノマネ時は自身のことを『チビ蹴る』と名乗っている、自身のユニット『MMDD』も持っているが現在活動休止中。
- モノマネではトリビュートライブイベント『LEGEND OF ROCK』の『LEGEND OF ROCK SPECIAL』の第一部のトリを務め、初の生歌・生バンドでのパフォーマンスを行った。
- 株式会社OHARA BROS.に所属、スタント・アクション監督として活動している。
- 『おっぱいチャンバラ』（広瀬陽監督）にてアクション監督デビュー。
- セクシー女優の横山美雪を主演にしたレイプ・リベンジ4部作を監督＆プロデュースする。映画大国の韓国での配信や北米ではロイド・カウフマン率いるトロマからリリースされる。

## 監督作品
- 『HITCH-HIKE ヒッチハイク』 横山美雪主演（監督・アクション監督・プロデューサー・編集）
- 『HO〜欲望の爪痕〜』D.O原案  横山美雪 虎牙光揮主演（監督・アクション監督・プロデューサー）
- 『LIPSTICK リップスティック』 横山美雪主演（監督・アクション監督・プロデューサー・編集）
- 『シュールな男』 渋江譲二 主演（監督・プロデューサー）
- 『CAMP キャンプ』 横山美雪主演（監督・アクション監督・プロデューサー・編集）
- 『劇場版 忍者じゃじゃ丸くん』監督 杉原勇武主演（アクション監督・プロデューサー・編集・脚本）
- 『聖獣警察 警視庁性犯罪特捜10課』亜紗美主演（アクション監督・プロデューサー・編集・脚本）
- 『聖獣警察2 警視庁性犯罪特捜10課』亜紗美主演（アクション監督・プロデューサー・編集・脚本）

## アクション監督作品
- 『おっぱいチャンバラ[1]』広瀬陽監督 （アクション監督）
- 『爆乳三国志』東海林毅監督 手島優主演（アクション監督）
- 『必殺!キャバ嬢』石井良和監督 瀬戸早妃主演（アクション監督）
- 『タナトス』城定秀夫監督 徳山秀典主演（アクション監督）
- 『やりすぎコンパニオンとアタシ物語』（アクション監督）
- 『6月6日（密命-Mission-）』（アクション監督）
- 『新撰組PEACE MAKER』（1話〜3話アクション監督）
- 『悪夢のドライブ』（アクション演出）
- 『超・告白』藤井麻王監督 山本千尋 遊木康剛（アクション監督）

## プロデュース＆協力作品
- 『MOON DREAM』ボビー・オロゴン宮野ケイジ監督 ボビー・オロゴン主演（協力プロデューサー）
- 『フジミ姫〜あるゾンビ少女の災難〜』菱沼康介監督 逢沢りな 春奈るな主演（プロデューサー）
- 『WEEKEND』石井良和監督 横山美雪主演（アクション協力・プロデューサー・編集）
- 『BUSHIDO MAN』辻本貴則監督 虎牙光揮主演（配給・販売協力）

## ウェブ動画
- 『PROTECTOR』麻王監督（2017年）アクション監督
- 『レイルロード・タイガー』ジャッキーちゃんコラボ動画（2017年）監督[2]
- 『カンフー・ヨガ応援動画 スパルタンKY』（2017年）監督

## 出演作品
- 『刀狩るもの〜二本松の冒険〜』（岡本夏生が演じた小早川響子の執事小柴役） 都築宏明監督
- 『お姉チャンバラ』
- 『少林老女』 寺内康太郎監督
- 『GANTZ』
- 『塚原卜伝』（2話ゲスト出演）
- 『劇場版 仮面ライダーディケイド オールライダー対大ショッカー』（2009年）

## 映画
- 『HITCH-HIKE ヒッチハイク』柴田愛之助監督 横山美雪主演（アクション監督・プロデューサー・編集）
- 『HO〜欲望の爪痕〜』D.O原案 柴田愛之助監督 横山美雪 虎牙光揮主演（アクション監督・プロデューサー）
- 『LIPSTICK リップスティック』柴田愛之助監督 横山美雪主演（アクション監督・プロデューサー・編集）
- 『シュールな男』柴田愛之助監督 渋江譲二 主演（兼プロデューサー）
- 『CAMP キャンプ』柴田愛之助監督 横山美雪主演（アクション監督・プロデューサー・編集）
- 『劇場版 忍者じゃじゃ丸くん』柴田愛之助監督 杉原勇武主演（アクション監督・プロデューサー・編集・脚本）

## PV
- 木村カエラ＋スチャダラパー『Hey!Hey!Alright』演出協力
- ノーナ・リーヴスfeat宇多丸『ラブ・アライブ』
- LOST IN TIME『然様ならば』

## 舞台
- 日本初手話ミュージカル 『CALL ME HERO!ヒーローと呼んで』なかのZERO：大ホールにて （大橋弘枝主演）：マイケル・ジャクソン役
- (倉田プロモーション・プロデュース) 『BIG ARMY風よ急げ』

## ライブ
- 『LEGEND OF ROCK SPECIAL06』 Shibuya O-East内DUO MUSIC EXCHANGEにて マイケル・ジャクソンのトリビュートアーティストとして第一部のトリ
- 『江戸川大学駒木キャンパス学祭』 江戸川大学にて マイケル・ジャクソンの物真似で東京ダイナマイト、タイムマシン三号と出演